# Berlandina artaxerxes
Berlandina artaxerxes – gatunek pająka z rodziny worczakowatych. Zamieszkuje Iran.

## Taksonomia
Gatunek ten opisany został po raz pierwszy w 2021 roku przez Alirezę Zamaniego, Marię Chadzaki, Siergieja Esjunina i Jurija Marusika na łamach „European Journal of Taxonomy”. Jako lokalizację typową wskazano Abarkuh w irańskim ostanie Jazd. Epitet gatunkowy nadano na cześć Artakserksesa I.

## Morfologia i zasięg
Pająk o ciele długości 5,6 mm przy karapaksie długości 3 mm i szerokości 2,2 mm. Kolorystyka karapaksu jest żółtawobrązowa z małymi, ciemnymi łatkami przy krawędziach. Żółtawobrązowe szczękoczułki mają mały ząbek na krawędzi przedniej i piłkowany, rozwidlony kil na tylnej. Warga dolna, szczęki i sternum są jednolicie żółtawobrązowe. Odnóża również są żółtawobrązowe, pozbawione obrączkowania. Kolejność par odnóży od najdłuższej do najkrótszej to: IV, I, II, III. Na szarej opistosomie (odwłoku) brak jest wyraźnego wzoru. Ubarwienie kądziołków przędnych jest jednolicie jasnobrązowe. Nogogłaszczki samca mają na goleni masywną apofizę dorównującą jej długości, skierowaną grzbietowo-przednio pod kątem 45° do osi goleni. Jajowate w zarysie cymbium jest 1,6 raza dłuższe niż szerokie. Apofyza medialna jest niemal tak długa jak ta na goleni i skierowana ukośnie. U podstawy długiego i łagodnie zakrzywionego embolusa występuje nasadowy wyrostek spiczasty oraz równoległy embolusowi wyrostek wierzchołkowy.
Gatunek palearktyczny, znany jest tylko z miejsca typowego w środkowej części Iranu.